# 三星Galaxy Note 8.0
三星Galaxy Note 8.0是一款由三星电子生产和销售的8英寸安卓平板电脑。它属于三星Galaxy Note系列平板电脑的第二代产品，该系列平板电脑还包括一款10.1英寸的Galaxy Note 10.1型号。它于2013年4月首次在美国发售。与大尺寸型号一样，它同时支持触控和三星S-Pen手写笔。这是三星首款8英寸平板电脑，随后又推出了低端同级产品三星Galaxy Tab 3 8.0。

## 历史
Galaxy Note 8.0于2013年2月23日发布。它与Galaxy S4一同亮相于2013年世界移动通信大会。三星确认Galaxy Note 8.0将于4月11日在美国上市，16GB 型号售价399.99美元。

## 特性
Galaxy Note 8.0搭载Android 4.1.2 Jelly Bean。部分地区可通过无线更新和Samsung Kies升级至Android 4.2.2 Jelly Bean。2014年2月，三星将Galaxy Note 8.0列入 Android 4.4.2 KitKat 升级列表。Android 4.4.2更新于2014年5月12日开始推送。2014年6月4日，三星宣布为美国平板电脑推出4.4.2更新。Android 4.4.2更新包含更新的 TouchWiz 应用程序，但其关键的手写偏好设置被莫名其妙地移除，基本保留了平板电脑的原有功能。低功耗蓝牙功能已随 ndroid 4.4.2固件更新启用。
三星已使用其TouchWiz UX软件定制了界面。除了Google Play、Gmail和YouTube等Google应用外，它还可以访问ChatON、S Note、S Suggest、S Voice、S Translator、S Planner、Smart Remote (Peel)、Smart Stay、Multi-Window、Air View、Group Play 和 All Share Play等三星应用。相机用户界面沿用了Galaxy S3的设计。
与Galaxy S4一样，Galaxy Note 8.0配备红外发射器，可用作万能遥控器。
Galaxy Note 8.0提供WiFi版、3G和Wi-Fi版以及4G/LTE和Wi-Fi版三种版本。存储空间从16GB到32GB不等，具体取决于型号，并配有microSDXC卡插槽用于扩展。它配备8英寸WXGA TFT屏幕，分辨率为1280x800像素。此外，它还配备130万像素前置摄像头和500万像素自动对焦后置摄像头（无闪光灯）。其500万像素后置摄像头还能够录制高清 (720p)视频。

## 外部連結
- 官方网站